# Pseudochelonarium sinuaticolle
Pseudochelonarium sinuaticolle là một loài bọ cánh cứng trong họ Chelonariidae. Loài này được Pic miêu tả khoa học đầu tiên năm 1935.